# فتحي البعجة
فتحي محمد البعجة سياسي ليبي، شغل منصب رئيس لجنة السياسات العامّة بالمجلس الوطني الانتقالي، والآن هو سفير ليبيا في كندا.

## حياته
ولد في بنغازي عام 1952. حصل على ليسانس العلوم السياسية من جامعة القاهرة عام 1975، ثم على درجة الماجستير من جامعة نورث إيسترن في بوسطن-الولايات المتحدة عام 1979، ثم أُوفد عام 1999 في بعثة للحصول على درجة الدكتوراة من جامعة محمد الخامس في المغرب، وحصل عيها.

## حياته السياسية
كتب في 4 مايو 2007 في جريدة قورينا، مقالة بعنوان «ليبيا إلى أين؟»، ينتقد فيها بعض الأوضاع السياسية في ليبيا، وكان هذه المقالة كان لها رد فعل سلبي على ما سمي «بالحرس القديم» الرافض للإصلاحات، مما حدا بالقذافي إلى استدعاءه، ثم مقابلته يوم 8 مايو 2007 في مقابلة كان فيها الترغيب، والترهيب، ولعل ما شجعه على ذلك وجود شيء من الانفتاح السياسي دعمه سيف الإسلام القذافي (المالك لجريدة قورينا).
قبل ثورة 17 فبراير كان أستاذاً للعلوم السياسية في جامعة قاريونس. هو الآن مسؤول عن الشؤون السياسية في المجلس الوطني، كما أن عضو في اللجنة الاستشارية للمجلس المحلي في بنغازي.